# Museo Arqueológico de Plovdiv
El Museo Arqueológico de Plovdiv es un museo que está situado en la ciudad de Plovdiv, en Bulgaria y fue fundado a finales del siglo XIX.

## Historia
Entre 1879 y 1880, por iniciativa de Emanuil Nikolov Bogoridi y Joakim Gruev, surgió la idea de la creación de un museo en Plovdiv cuyos objetivos fueran la organización de una colección de antigüedades, y la realización de labores de exploración e investigación científica, además de la promoción y difusión de la cultura. Se estima que en 1880 ya debía existir un museo y en 1882 es cuando por primera vez se documenta la existencia de una biblioteca unida al museo. Sin embargo, entre 1901 y 1910 el museo permaneció cerrado.
La reapertura del museo se produjo en 1910, con una división en seis sectores: arqueológico, numismático, histórico, etnográfico, eclesiástico y de antigüedades diversas. Posteriormente, un reglamento de 1920 estableció que el museo se dividiría en tres departamentos: arqueológico, numismático y artístico. Desde 2006 el museo tiene un estatus regional mediante el que su actividad se circunscribe a la región de Plovdiv.

## Colecciones
El museo contiene una colección de objetos pertenecientes a periodos comprendidos entre el Paleolítico y el siglo XV del área de Plovdiv. En varias colinas del entorno surgió un asentamiento tracio cuyo crecimiento hasta convertirse en una importante ciudad se dio en el siglo IV a. C. Inicialmente aparece documentada con el nombre de Ponerópolis y después con el de Filipópolis, que fue el que prevaleció. En época romana llegó a ser la ciudad más grande de la Provincia de Tracia.
Prehistoria

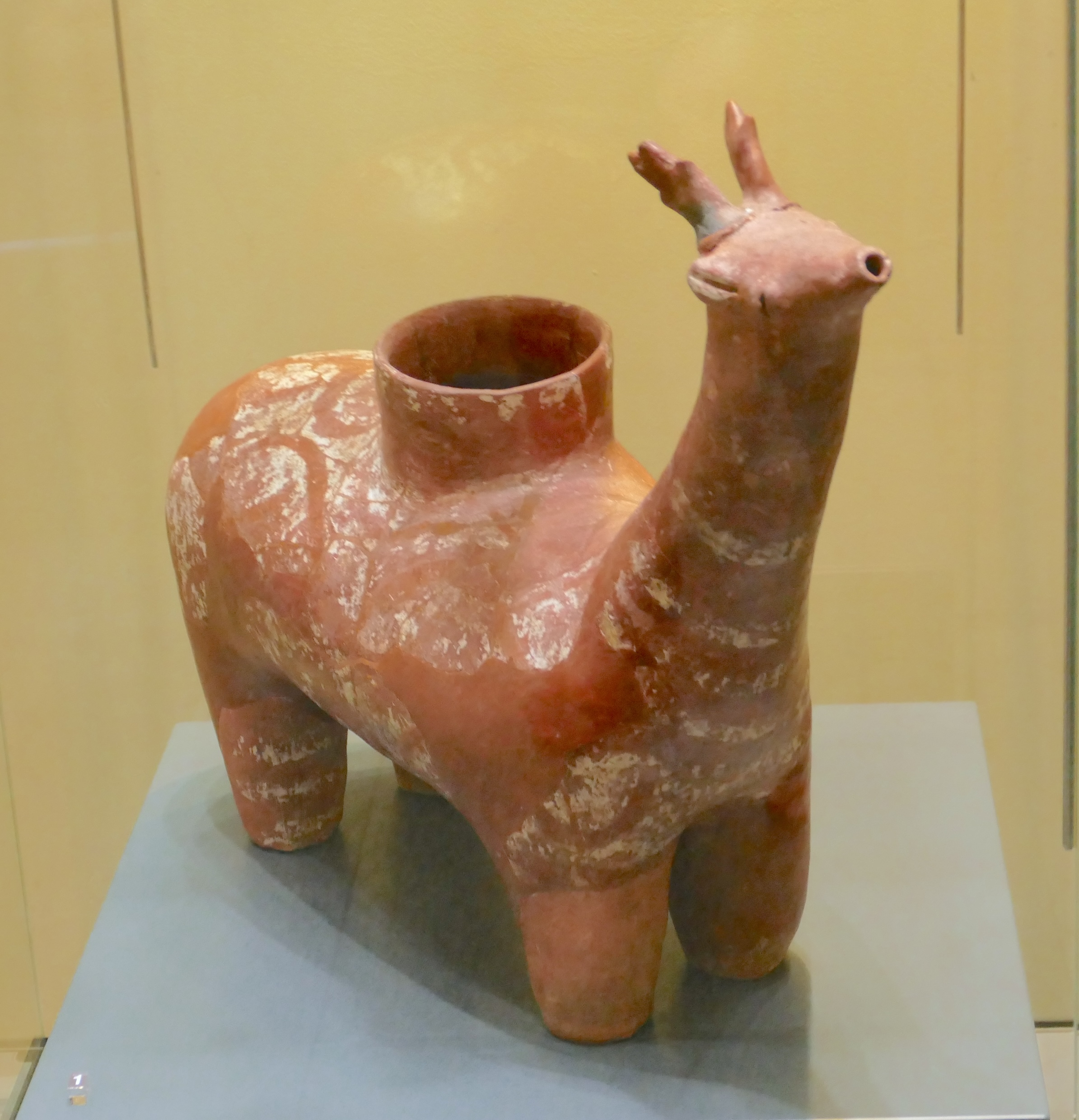
Figura de arcilla prehistórica

La sección de prehistoria incluye herramientas de piedra, hueso y metales, vasijas —algunas con formas de animales— estatuillas, adornos y joyas.
Los tracios

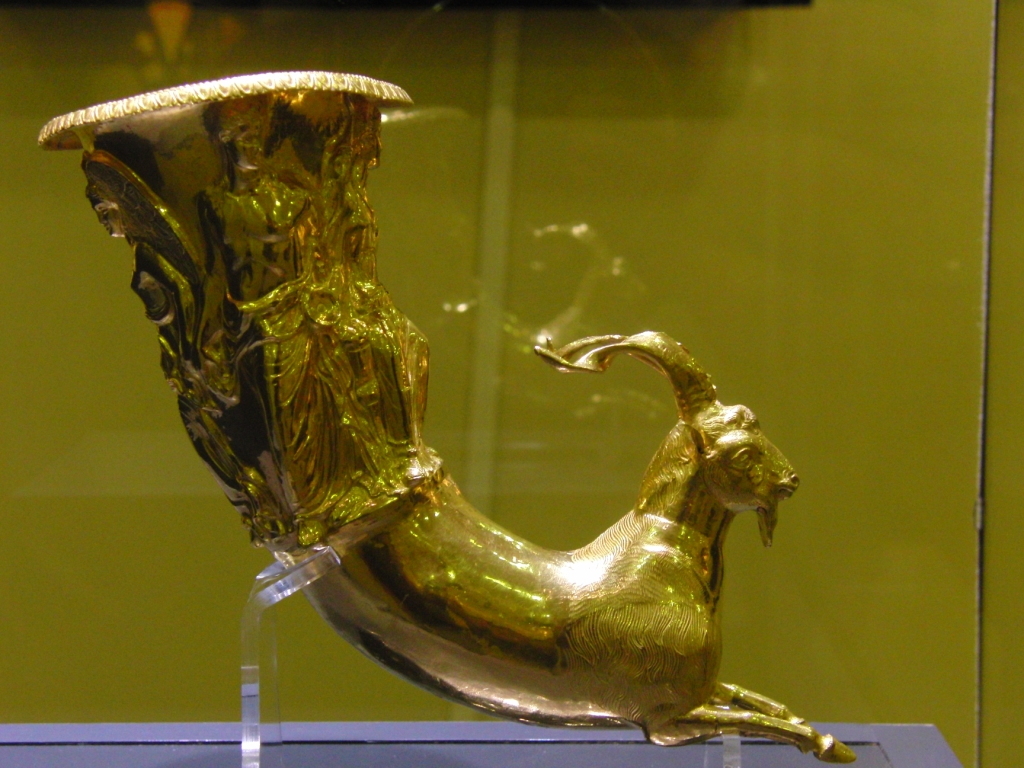
Ritón perteneciente al tesoro de Panagyur

En el periodo comprendido entre los siglos V y I a. C. la región estaba habitada por los tracios odrisios. Entre los objetos más destacados del museo figuran las piezas del tesoro de Panagyur, que debió pertenecer a un gobernante tracio que vivió entre los siglos IV y III a. C.
Arte griego
En las tumbas de gobernantes odrisios también se han encontrado piezas de arte de procedencia griega, principalmente de cerámica. Algunas pueden fecharse hacia los siglos V y IV a. C.
Arte tracio-romano
El museo alberga una abundante colección de arte tracio-romano que incluye multitud de estatuillas de bronce de divinidades adoradas por los tracios, vasijas de bronce, inscripciones, instrumental médico, esculturas de mármol, vasijas de terracota, lámparas y mosaicos. Es particularmente destacado un relieve con la representación de divinidades relacionadas con la salud, del siglo III.
Edad Media
La colección del museo dedicada a la Edad Media incluye elementos arquitectónicos, escultóricos, eclesiásticos, armas y utensilios de la vida cotidiana como adornos, herramientas y recipientes. La mayoría pertenecen a una cronología comprendida entre los siglos IX y XIV, cuando Plovdiv fue una ciudad importante tanto en la política, como en la economía, en la religión y en la cultura.  

Renacimiento
De la época renacentista, en la que Plovdiv continuó siendo un centro muy importante dentro del área de Bulgaria, el museo alberga elementos eclesiásticos, libros, adornos y vasijas de cerámica, entre otros objetos.
Monedas
La colección numismática del museo incluye piezas cuya cronología abarca desde el siglo VI a. C. al XX. Las más antiguas llegaron al área desde ciudades griegas. Las primeras monedas acuñadas en Filipópolis son del siglo II a. C. Abundan las monedas de época romana, época en la que también se encuentran medallones. Algunas de las monedas presentan escenas de juegos deportivos que se celebraron en la ciudad. De épocas posteriores pueden destacarse las monedas acuñadas bajo los emperadores del Imperio bizantino y las del Imperio otomano.